# Парк природе Букински храстик
Парк природе Букински Храстик јесте законом зашитећено подручје Републике Србије.
Поступак заштите покренут је 2022. године.

## Опис парка природе
Налази се у Бачкој, у близини насеља Карађорђево и Младеново, општина Бачка Паланка.
На подручју је евидентиран низ ретких и угрожених врста као што су: иђирот (Acorus calamus), водена брадица (Callitriche palustris) и водена папрат (Salvinia natans). Међународно и национално значајне врсте животиња су: велика храстова стрижибуба (Cerambyx cerdo), велики јеленак (Lucanus cervus), црвенотрби мукач (Bombina bombina), барска корњача (Emys orbicularis), орао белорепан (Haliaeetus albicilla), црна рода (Ciconia nigra), видра (Lutra lutra) и дивља мачка (Felis silvestris).
На простору ПП су заступљене шуме и састојине лужњака (Quercus robur) те панонска влажна заслањена ливада лисичијег репка (Alopecurus pratensis).
У парку природе је евидентирано вишњ водених, мочварних, ливадских и шумских станишта као приоритетних типова станишта за заштиту.
У границама заштите је и парк резиденцијалног комплекса са 17 вештачких језера.
Укупна површина подручја износи 304, 98 хектара, која је целокупно у државном власништву. Подручје ПП „Букински храстик” ужива режим заштите другог и трећег степена.
ПП „Букински храстик” jе у обухвату међунарадно значајног подручја за птице (IBA/Important Bird Area) и припада eколошки значајном подручју Републике Србије, према званичном усвојим документима надлежног министарства.
Према Правилнику о критеријумима вредновања и поступку категоризације заштићених подручја („Службени гласник РС”, број 97/15) ПП „Букински храстик” сврстава се у I категорију – заштићено подручје међународног, националног, односно изузетног значаја.